# My Little Pony: Equestria Girls
 Ovo je glavno značenje pojma My Little Pony: Equestria Girls. Za druga značenja pogledajte My Little Pony: Equestria Girls (razdvojba).
My Little Pony: Equestria Girls, ili jednostavnije Equestria Girls, jest medijska franšiza koju je 2013. godine započeo američki proizvođać igračaka Hasbro kao spin-off četvrte iteracije franšize My Little Pony i njezine televizijske emisije Prijateljstvo je čarobno. U franšizi se pojavljuju ljudske inačice ponija iz serije i sastoji se od mnogih linija igračaka i medija.
Uz igračke, Allspark Animation, podružnica Hasbra, napravila je četiri filma, osam televizijskih specijala i mnogo animiranih filmića.
Mjesto radnje jest alternativno-svjetska inačica Equestrije, glavnom mjesta radnje animirane serije, i glavni likovi su ljudske inačice ponija i drugih stvorenja. Hasbrova web-stranica ih opisuje kao "čarobne djevojke poniji".

## Razvoj i proizvodnja
Naziv "Equestria Girls" je kanal The Hub (danas Discovery Family) več iskoristio u promotivnom glazbenom spotu na službenoj web-stranici. Glazbeni spot je bio napravljen kao parodija pjesme "California Gurls" kantautorice Katy Perry, ali nije imao veze s franšizom.
Prosinca 2012. je Hasbro podnio dva žiga za ime "Equestria Girls", navodeći da će se marka koristiti za "igračke ponija i pribor za njih", i "lutke, odjeću za lutke i pribor za lutke". Prvi film bio je najavljen u časopisu Kidscreen u ožujku 2013., koji je bio distributiran na američkom međunarodnom sajmu igračaka 2013. i online. Članak o Hasbrovima planovima za 2013. godinu spominje "novu franšizu s naslovom Equestria Girls koja stiže u proljeće, koja će ponije poslati na nove pustolovine u ljudskom svijetu".
Prvom je filmu premijera bila na LA Film Festivalu 15. lipnja 2013., te je dobio ograničenu objavu u kinima dan nakon. 1. rujna 2013. je film bio prikazan na kanalu Discovery Family. Drugi film bi također dobio ograničanu objavu u kinima. Ostali filmovi bi bili prikazani na TV-u i Netflixu, i neki bi bili postavljeni na serijinom YouTube kanalu. Specijali i mini-serijali franšize bi bili na servisima za streaming ili na YouTubeu.

### Igračke i roba
Razne linije igračaka i robe objavljene su uz filmove franšize i povezane medije. Standardna izdanja sastoje se od ljudskih lutki glavnih i sporednih likova koja su objavljena pod naslovima Equestria Girls, Through the Mirror, Rainbow Rocks (tematizirane oko glazbe), Friendship Games (tematizirane u sportskom i školskom duhu) i Legend of Everfree (tematiziran oko nekoliko egzotičnih asortimana).
Spin-off linije igračaka uključuju Equestria Girls Minis, koji se sastoji od likova u jednostavnijem, "chibi" stilu.

## Likovi
Ovaj dio članka je za likove iz ljudskog svijeta. Za likove iz Equestrije koji se također pojavljuju u ljudskom svijetu, pogledatje Popis likova serije Moj mali poni: Prijateljstvo je čarolija#Equestria Girls.

### Ljudi
Za razliku od serije Moj mali poni: Prijateljstvo je čarolija, u kojoj su likovi poniji i razne životinje, većina u likova u ovoj franšizi su ljudi. Mjesto radnje je ljudska inačica Equestrije, glavnog mjesta radnje serije. Likovi su ljudske inačice likova iz serije.

### Glavni likovi
- Twilight Sparkle: Ljudska inačica Princeze Twilight Sparkle koja je u početku pohađala srednju školu Crystal Prep, škola koju je prije pohađao njen brat Shining Armor. Twilight je voljela učiti ali nije imala prijatelja, sve dok se nije pridružila "Igrama prijateljstva" i upoznala učenice srednje škole Canterlot. Sve su učenice upoznale ponijevsku inačicu Twilight, što je zubnilo ljudsku Twilight. Ljudska Twilight je skupljala magiju iz srednje škole Canterlot, i na kraju Igara prijateljstva je oslobodila svu magiju koju je skupila i pretvorila se u strašnu Midnight Sparkle. Čarolija prijateljstva ju je vratila u normalu, i preselila se u Canterlot jer je shvatila da su joj učenice u njoj prijateljice, sličnim načinom ponijevskoj Twilight kada se preselila u Ponyville kad je shvatila da su joj poniji Ponvyvillea prijateljice. Također je jedna od pjevačica za Rainboomse. Drugo ime za Twilight je "Sci-Twi" (skračeno za Science Twilight (hrv. Znanstvena Twilight)).
  - Glas daju: Tara Strong (dijalog), Rebecca Shoichet (vokal)
- Pas Spike: Pseća inačica Zmaja Spikea, asistenta Princeze Twilight Sparkle. On je ljubimac Twilight Sparkle koji u početku nije mogao pričati, ali je naučio pričati kada je Twilight upila čaroliju Fluttershy. Spike je šaljiv i uzbuđen, za razliku od njegovog zmajevskog duplikata, koji je sarkastičan i smiren.
  - Glas daje: Cathy Weseluck
- Sunset Shimmer: Jednorog koji je pobjegao iz Equestrije u ljudski svijet kroz kristalno zrcalo i počeo pohađati ljudski svijet. Prije je bila učenica Princeze Celestije i samo je mislila na sebe i ocjene. Jedne večeri je pitala Celestiju kakvu svrhu ima kristalno zrcalo u njenoj sobi. Kada joj je Celestia rekla da nije spremna naučiti, Sunset je prošla kroz njega. Izašla je kroz kip pred srednjom školom Canterlot u koju se upisala nakon toga. Sunset je bila nasilna prema svima u školi, i uvijek je htjela biti glavna, i bila je kraljica svakog jesenskog plesa. Kada se portal u kipu ponovno otvorio, prošla je kroz njega i ukrala krunu u kojoj se nalazio element čarolije. Kada ju je Twilight pratila u ljudski svijet, Sunset je stavila krunu i pretvorila se u demona. Twilight i prijateljce vratile su je u normalu, i Sunset je shvatila koliko je grozna. Od drugog filma je prijateljska prema svima u školi. Također svira ritam gitaru za Rainboomse.
  - Glas daje: Rebecca Shoichet
- Fluttershy: Sramežljiva i dobročudna mlada djevojka. Svira tamburin u bendu Rainbooms s prijateljicama. Također voli paziti životinje i radi u raznim skloništima. Ima mnogo ljubimaca koje skriva u školskoj torbi, i neki od njenih ljubimaca su zečić Angel, ptičica Constance, i mnogo više. Njen brat Zephy Breeze radi u trgovačkom centru.
  - Glas daje: Andrea Libman
- Pinkie Pie: Zabavna, razigrana, i bez ikakvih briga, Pinkie Pie je mlada učenica koja voli slastice i tulume, i također svira bubnjeve za Rainboomse. Živi sa sestrom Maud Pie.
  - Glas daje: Andrea Libman (dijalog), Shannon Chan-Kent (vokal)
- Applejack: Uvijek smirena i pametna djevojka koja živi na farmi s bakom Granny Smith, mlađom sestrom Apple Bloom, i starijim bratom Big McIntosh. Ima psa Winonu i svira bas-gitaru za Rainboomse. Njezinu obitelj uporno pokušavaju prevariti braća Flim i Flam.
  - Glas daje: Ashleigh Ball
- Rainbow Dash: Umišljena i hiperaktivna nogometašica koja svira gitaru za Rainboomse i vodi svaki sportski tim u školi.
  - Glas daje: Ashleigh Ball
- Rarity: Modna dizajnerica koja svira keytar za Rainboomse. Jako je otmjena i jako joj je važan izgled ne samo sebe, nego i izgled njenog benda. Uz to je kreativna i talentirana. Ima mlađu sestru Sweetie Belle i mačku Opalescence. Vozač njene limuzine je Randolph.
  - Glas daje: Tabitha St. Germain (dijalog), Kazumi Evans (vokal)

### Glavni antagonisti
- Dazzlings: Glavni antagonisti drugog filma. Pjeavjući trio sirena koje su bile protjerane u ljudski svijet prije mnogo godina. Trio se sastoji od Adagio Dazzle, Sonate Dusk, i Arije Blaze. Dazzlings pjeavju da naljute sviju tko im je blizu, i onda se hrane njihovom negativnom energijom. Nakon što je Princeza Twilight Sparkle pristupila Srednjoj školi Canterlot, Dazzlings su se upisale jer su osjetile da je donijela Equestrijsku magiju. Kada čuju da je glazbeni show u školi, odluče hipnotizirati ravnateljice škole, Celestiju i Lunu, i natjerati ih da show pretvore u natjecanje bendova. Jedine učenice koje nisu pod njihovom čarolijom su Sunset Shimmer, Applejack, Fluttershy, Rarity, Rainbow Dash i Pinkie Pie, i pozovu Princezu Twilight da im pomogne. Magijom prijateljstva poraze Dazzlings, i zbog njih Dazzlings izgube sve moći. Od tada odluče biti pjevačice bez loših namjera.
- Ravnateljica Abacus Cinch: Glavna antagonistica trećeg filma. Ona je stroga ravnateljica akademije Crystal Prep. Ona manipulira njenu najbolju učenicu Twilight. Na kraju igara prijateljstva odluči napustiti Crystal Prep. Nakon nje, ravnateljica škole postaje Dekanka Cadance.
- Shadowbolts: Sportski tim akademije Crystal Prep. Najistaknutiji učenici su Sour Sweet, Sunny Flare, Indigo Zap, Sugarcoat, i Lemon Zest. Svi osim Indigo Zap se pojavljuju u prvom specijalu. U početku je Shadowboltsima samo bila važne pobjeda na svakom natjecanju i hvalisanje. Nije ih bilo briga za osjećaje drugih i prijatelje. Ali, nakon onoga što se dogodilo Twilight na igrama prijateljstva, naučili su biti bolji prema svima.
- Juniper Montage: Glavni negativac specijala Movie Magic i Mirror Magic. Ona je rodica filmskog redatelja Canter Zooma, ali je njegov set počela sabotirati kada joj nije dopustio da bude glavna glumica. U specijalu Mirror Magic pronađe magično zrcalo koje može raditi što god Juniper želi, i kada gleda u njega, Juniper vidi njen idealni izgled. Glavni likovi ju zaustave i pokažu kako biti dobra osoba.
- Wallflower Blush: Nepoznata mlada djevojka i jedina čuvarica vrta. Nitko u školi ju ne prepoznaje, i neki učenici zaborave tko je čak i kada objasni. Jednog dana je postala jako ljubomorna na najpopularniju djevojku u školi, Sunset Shimmer. I zato je svima obrisala pamčenje na nju s čarobnim kamenom. Sunset Shimmer i jedina učenica koja joj vjeruje, umišljena Trixie Lulamoon, unište kamen i vrate pamčenje Sunset svim učenicima. Kada pokažu Wallflower da je krivo postupila, djevojke ju odluče dodati u godišnjak kao "Najbolju čuvaricu vrta", što privuče još nekoliko učenica vrtu.
- Vignette Valencia: Influencer na društvenim medijima kojoj jednog dana telefon postane začaran. Čarolija joj dopušta zamijeniti ljude i stvari s hologramima kojim može dodati sve filtere koje želi. Glavni likovi ju nauče da ne bi trebala živjeti na internetu, i fokusirati se na prijateljstvo u pravom životu. Vignette ima psa koji se zove Yas Queen.
- Kiwi "K-Lo" Lollipop i Supernova "Su-Z" Zap: Pop pjevačice koje pjevaju u glazbenom duetu PostCrush. U specijalu Sunset's Backstage Pass pronađu čarobnu spravu kojom mogu ponoviti isti dan više puta. Koriste spravu da naprave savršen koncert, ali Sunset Shimmer se zaglavi u njihovoj petlji. Na kraju, Sunset slomi njihovu spravu i pjeva s njima na koncertu, što napravi savršen nastup.

### Sporedni likovi
Ovo je popis sporednih likova koji se pojavljuju često. Ima puno više pozadinskih likova u franšizi koji se neće spomenuti ovdje.
- Flash Sentry: Momak koji pohađa srednju školu Canterlot. Zaljubi se u Princezu Twilight, ali činjenica da Twilight živi u drugom svijetu sprječava njihovu vezu. Također je bivši dečko Sunset Shimmer.
- Scootaloo: Najbolja prijateljica Sweetie Belle i Apple Bloom. Svira u bendu The Crusaders.
- Snips i Snails: Komični duo.
- Bulk Biceps: Nasnažniji učenik u srednjoj školi Canterlot s velikim srcem.
- Photo Finish: Školska fotograferka. Jako je ekstremna, priča s njemačkim naglaskom i pjeva u bendu Photo Finish and the Snapshots uz Pixel Pizzaz i Violet Blurr.
- Puffed Pastry: Slavna pekarica s jako drskom osobnosti.
- Gloriosa Daisy i Tumber Spruce: Čuvari kampa Everfree. Gloriosa Daisy se jednog dana magijom pretvori u mitsku Gaju Everfree, ali kasnije postaje normalna.
- DJ Pon-3: Pojavljuje se u nekoliko kratkih filmića, i spašava glavne likove u drugom filmu.
- Chestnut Magnifico: Filmska glumica koja se pojavljuje u specijlu Movie Magic.
- Stalwart Stallion: Filmski glumac koji se pojavljuje u specijalu Movie Magic.
- Octavia Melody: Glazbenica u srednjoj školi Canterlot.
- Lyra Heartstrings i Sweetie Drops: Najbolje prijateljice koje se zajedno pojavljuju u pozadini nekih scena.
- Muffins: Šašava učenica u srednjoj školi Canterlot. Vođa benda Pony Pickers.
- Diamond Tiara i Silver Spoon: Bogate učenice koje se pojavljuju u pozadini nekih scena. Diamond Tiarin otac je Filthy Rich.
- Gđa. Cheerilee: Knjižničarka u srednjoj školi Canterlot.
- Gđa. i Gdin. Cake: Radnici u slastičarnici koju posjećuju Twilight i prijateljice.

## Filmovi

### Equestria Girls
Na Newyorškom sajmu igračaka iz 2013. je Hasbro najavio televizijski film. Naslov filma bio je najavljen svibnja 2013. i 16. lipnja je film bio ograničeno objavljen u kinima, s objavom na kućnim medijima 6. kolovoza. Na televiziji se počeo emitirati 1. rujna. Filma prati Princezu Twilight Sparkle i Spikea, koji putuju u ljudski svijet nakon što Susnet Shimmer ukrade krunu koja sadržava element čarolije.

### Rainbow Rocks
Nastavak filma Equestria Girls bio je najavljen veljače 2014. 27. rujna 2014. je također imao ograničenu objavu u kinima, s televizijskom objavom 17. listopada i objavom na kućnim medijima 28. listopada. Nakon što srednju školu Canterlot napadnu tri zle učenice, prijateljice moraju ponovno pozvati Princezu Twilight Sparkle da im pomogne.

### Friendship Games
Magna Home Entertainment, australski distributer kućnih medija, najavio je na Facebooku da ima prava za objavu četvrte i pete sezone serije, kao i prava za objavu filma Rainbow Rocks i "trećeg filma franšize". Film se prikazao počeo emitirati na televziji 26. rujna 2015. i imao objavu na kućnim medijima 13. listopada. Ovaj film prati Igre prijateljstva, sportsko natjecanje između srednjih škola Canterlot i Crystal Prep. Na igrama prijateljstva sudjeluju glavni likovi, i ljudska inačica Princeze Twilight.

### Legend of Everfree
Ishi Rudell, režiser prijašnjih filmova, rekao je da je moguće da će franšiza imati četvrti film, i film je potvrdio Stephen Davis. 1. listopada 2016. je film bio objavljen na Netflixu, imao je objavu na kućnim medijima 1. studenog, i 5. studenog se počeo emitirati na televiziji.

## Animirani filmići

### Rainbow Rocks
Poklapajući se s izlaskom drugog filma franšize, Hasbro je napravio 11 kratkometražnih animacija. Radnja prvih 8 kratkih epizoda (koji se također pojavljuju na DVD-u i Blu Rayu filma) se odvija prije filma, a zadnje 3 (pjesme koje se također pojavljuju na soundtracku trećeg filma) događaju se nakon filma.

### Friendship Games
Premijerom trećeg filma objavljeno je pet kratkih filmova. Svi filmići objavljeni su prije filma i uvrštene u DVD i Blu-ray filma.

### Summertime Shorts
Serija Summertime Shorts, također zvana Canterlot Shorts, koja se sastoji od kratkih vinjeta i glazbenih spotova, počela se emitirati na kanalu Discovery Family od 30. srpnja 2017. i nastavila se tijekom kolovoza.

### Minis
Zajedno s izlaskom linije lutaka, Hasbro objavljuje seriju digitalnih kratkih filmova. Kratke epizode objavljene su na više internetskih prodajnih mjesta, uključujući Hasbroov službeni YouTube kanal, Facebook stranicu, i više. U filmićima nema puno dijaloga i glasovi nisu isti kao u seriji.
Epizode:
- Pinkie Pie's Slumber Party
- Dance Off
- Adventures at Canterlot High
- The Show Must Go On
- Beach Fun
- Fun at the Theme Park!

## Specijali
Finn Arsen, potpredsjednik globalne distribucije i razvoja u Hasbro Studiosu, 4. je listopada 2016. izvijestio za World Screen: "Hasbro Studios također će nastaviti širiti našu uspješnu spin-off franšizu serije Moj mali poni: Prijateljstvo je čarolija, My Little Pony: Equestria Girls. Obožavatelji će moći uživati u tri sasvim nova specijala koji izlaze 2017. i prate naše omiljene šarene djevojke." Hasbro je 18. listopada 2016. najavio da će svi specijali trajati 22 minute, odvijati se nakon četvrtog filma, i bit će emitirane na kanalu Discovery Family. Ishi Rudell, režiser četvrtog filma, potvrdio je putem Twittera 14. veljače 2017. da će Katrina Hadley biti redateljica specijala. Specijali su Dance Magic, Movie Magic, i Mirror Magic.
Uz Discovery Family, 8. kolovoza 2017. je Shout! Factory objavio sve epizode na DVD kolekciju s imenom My Little Pony: Equestria Girls – Magical Movie Night, i 1. listopada 2017. su specijali bili objavljeni na Netflixu sa zajedničkim imenom My Little Pony: Equestria Girls – Tales of Canterlot High.
Nakon tri specijala od 22 minute, pet dugometražnih specijala su se također emitirala na televiziji. Najduži specijal je prvi, koji traje 50 minuta, zvan Forgotten Friendship. Ovaj je specijal bio objavljen na Netflixu 1. listopada 2018, i bio je objavljen u pet dijelova na YouTubeu, kao i specijal Rollercoaster of Friendship. Specijal Spring Breakdown bio je objavljen 30. ožujka 2019. bez objave na Netflixu, i bio je objavljen u šest dijelova na YouTubeu. Specijal Sunset's Backstage Pass prikazao se 27. srpnja 2019. na Discovery Familyju (26. srpnja 2019. u Meksiku), bez objave na Netflixu i u šest dijelova na YouTubeu. Posljednji specijal, Holiday's Unwrapped, zapravo je antologija koja se sastoji od šest filmića (koji su se objavili na YouTubeu).

## Digitalne serije
Serija kratkometražnih animiranih filmića zvana Better Together bila je objavljena YouTube i aplikaciju Discovery Family GO! 17. studenog 2017. Animacije su napravili DHX Media Druga sezona bila je objavljena na istim platformama 11. siječnja 2019. Druga digitalna serija se objavila na istim platformama i također se sastoji od dvije sezone kratkometražnih crtića. Ime joj je Choose Your Own Ending ili You Choose the Ending. Kako ime implicira, gledatelj može odabrati kraj svake epizode.

## Ostali mediji
Little, Brown and Company objavio je 13 knjiga o franšizi, uključujući originalne priče i adaptacije filmova. Prvu knjigu napisala je Gillian M. Berrow (autorica koja je napisala i knjige o originalnoj seriji), a ostale je napisala Perdita Finn. Knjige su:
- Through the Mirror – Adaptacija prvog filma.[18]
- Rainbow Rocks – Adaptacija kratkih filmića o istoimenom filmu.[19][20]
- Rainbow Rocks: The Mane Event – Adaptacija drugog filma.[21]
- Sunset Shimmer's Time to Shine – Originalna priča koja je smještena između prvog i drugog filma.[22][23]
- The Friendship Games – Adaptacija trećeg filma.[24][25]
- Twilight's Sparkly Sleepover Surprise – Originalna priča koja služi kao nastavak trećeg filma.[26][27]
- The Legend of Everfree – Adaptacija četvrtog filma.[28]
- Magic, Magic Everywhere! – Adaptacija tri specijala od 22 minute.[29]
- A Friendship to Remember – Adaptacija prvog dugometražnog specijala.[30]
- Rainbow Dash Brings the Blitz, Twilight Sparkle's Science Fair Sparks i Pinkie Pie and the Cupcake Calamity – Originalne priče Ardena Hayesa.[31][32][33][34][35]
- Make Your Own Magic: Starswirl Do-Over – Adaptacija specijala Sunset Shimmer's Backstage Pass koju je napisala Whitney Ralls.[36][37][38]

Barem jedan službeni soundtrack izašao je za svaki film. IDW Publishing objavio je tri adaptacije franšize uz njihovu več postojuču seriju stripova My Little Pony (My Little Pony Annual 2013, My Little Pony: Equestria Girls Holiday Special, i My Little Pony Equestria Girls: Canterlot High: March Radness).

## Vanjske poveznice
- Službena web-stranica